# Christmas pudding
Pour les articles homonymes, voir Christmas Pudding (homonymie).
« Plum pudding » redirige ici. Pour le modèle atomique de J. J. Thomson, voir Modèle du plum pudding.
Le Christmas pudding, ou pudding de Noël, est un dessert de type pudding traditionnellement servi le jour de Noël dans les îles Britanniques et les pays de l'ancien Empire britannique. Originaire d'Angleterre, il est parfois nommé « plum-pudding », terme plus général qui peut aussi faire référence à d'autres sortes de puddings bouillis contenant des fruits secs,. Il est fait sans l'utilisation d'un four. Depuis le XIXe siècle, il est traditionnellement préparé plusieurs semaines avant d'être cuit à la vapeur et consommé en dessert le jour de Noël.
Le Christmas pudding, ou plum-pudding, a longtemps été un symbole associé à l'Angleterre et au Royaume-Uni. Lui-même comprenant du suet de bœuf, le plum-pudding et le rosbif constituent le repas typique de John Bull, personnification du peuple anglais ou de tout le Royaume-Uni. Grâce à l'expansion de l'Empire britannique, les traditions du Christmas pudding se sont propagées à travers le Commonwealth. Le pudding sphérique a été historiquement identifié à l'Empire britannique global, et au XXe siècle, des recettes spécifiques ont été popularisées dans les îles Britanniques et les Dominions britanniques pour promouvoir le commerce intra-empire.
Dans les îles Britanniques, de nombreux ingrédients (épices, raisins secs et sucre) doivent être importés ; en conséquence, le pudding a été décrit comme un « paradoxe gastronomique », car c'est « le plus anglais des plats préparé à partir des ingrédients les moins anglais » (« the most English of dishes made from the most un-English of ingredients »). Ce pudding est l'un des nombreux puddings anglais traditionnels cuits selon la même méthode : jam roly-poly (en), spotted dick et steak-and-kidney pudding (en).

## Préparation

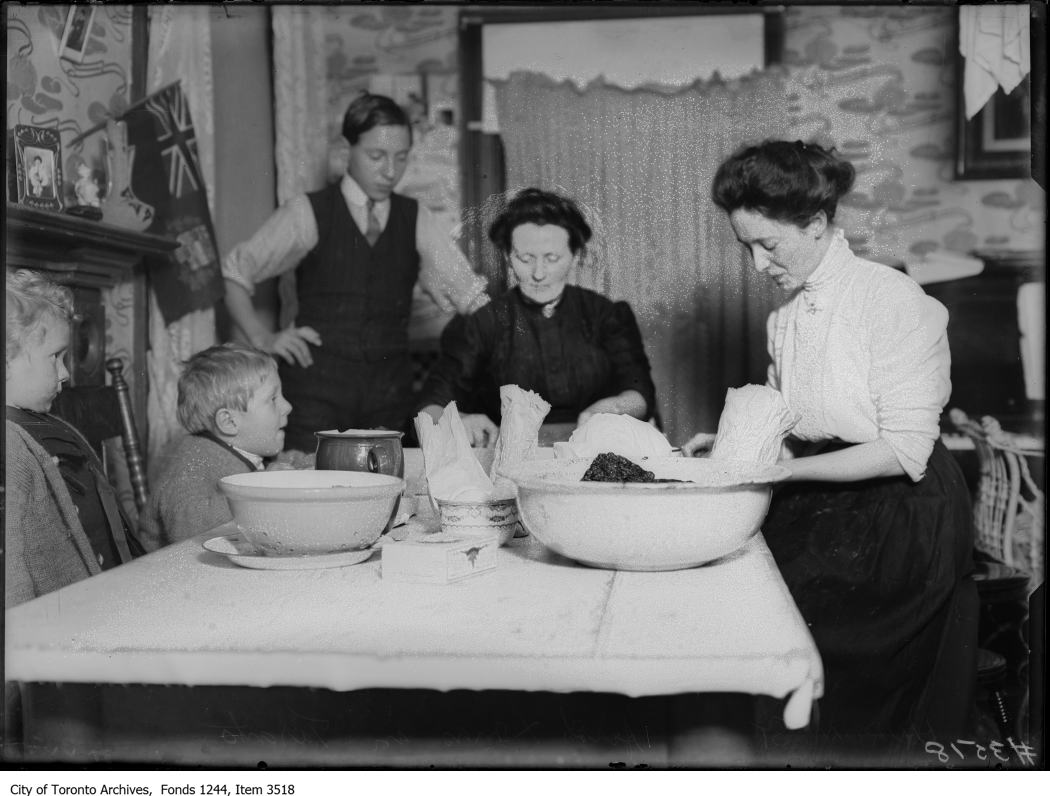
Faisant le Christmas pudding de 1910 en famille à Toronto

De nombreux ménages ont leur propre recette du Christmas pudding ; celles qui procurent le plus de fierté ont été transmises dans la famille de génération en génération. Essentiellement, ces recettes utilisent les ingrédients qui étaient traditionnellement les plus chers ou les plus luxueux (notamment les aromates doux qui sont si importants pour développer le riche arôme particulier du pudding).
- Un cuisinier de la maison royale démontre la recette
photographié par Horace Nicholls (en)

Un cuisinier de la maison royale démontre la recette photographié par
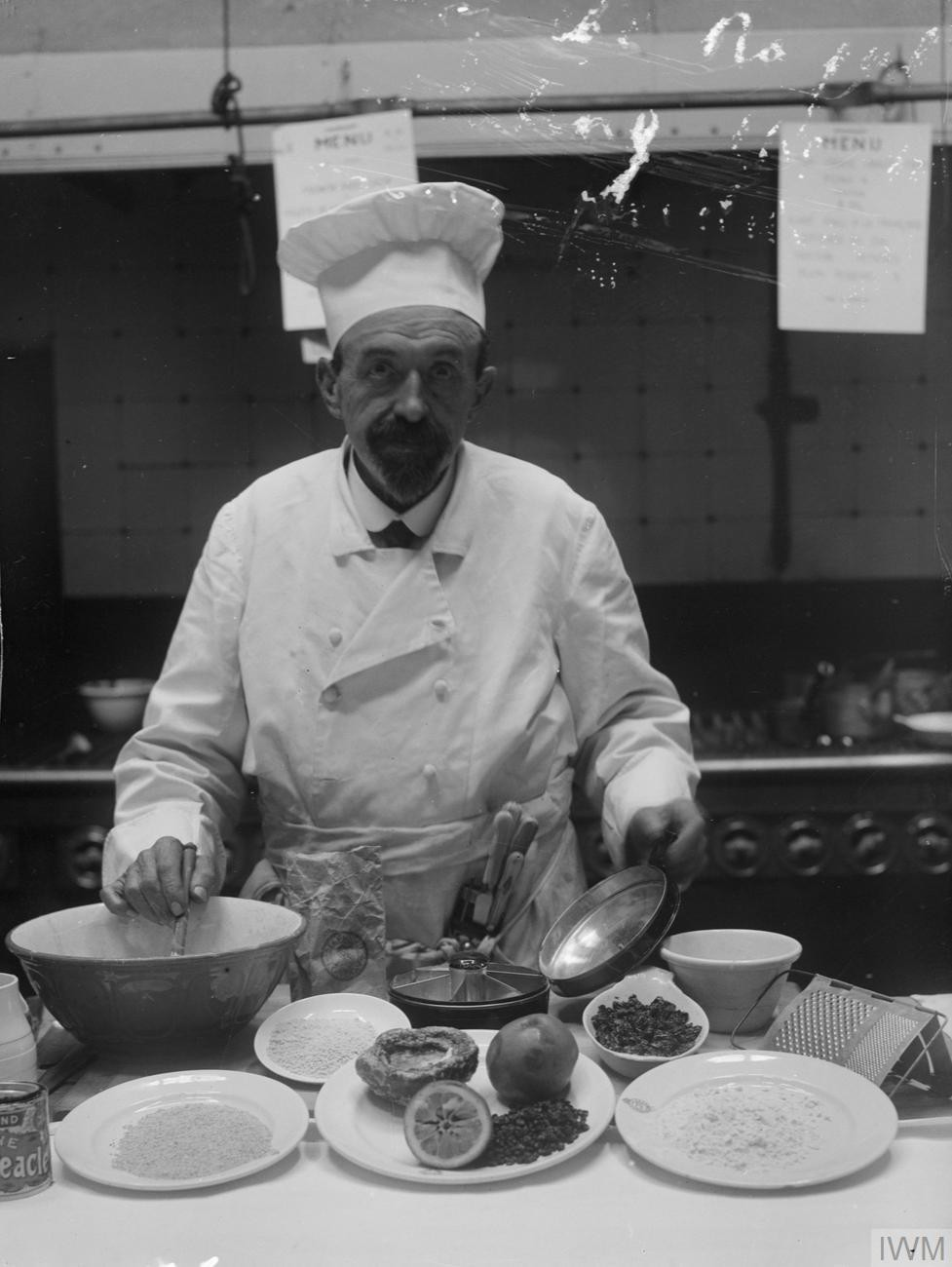
Les ingrédients
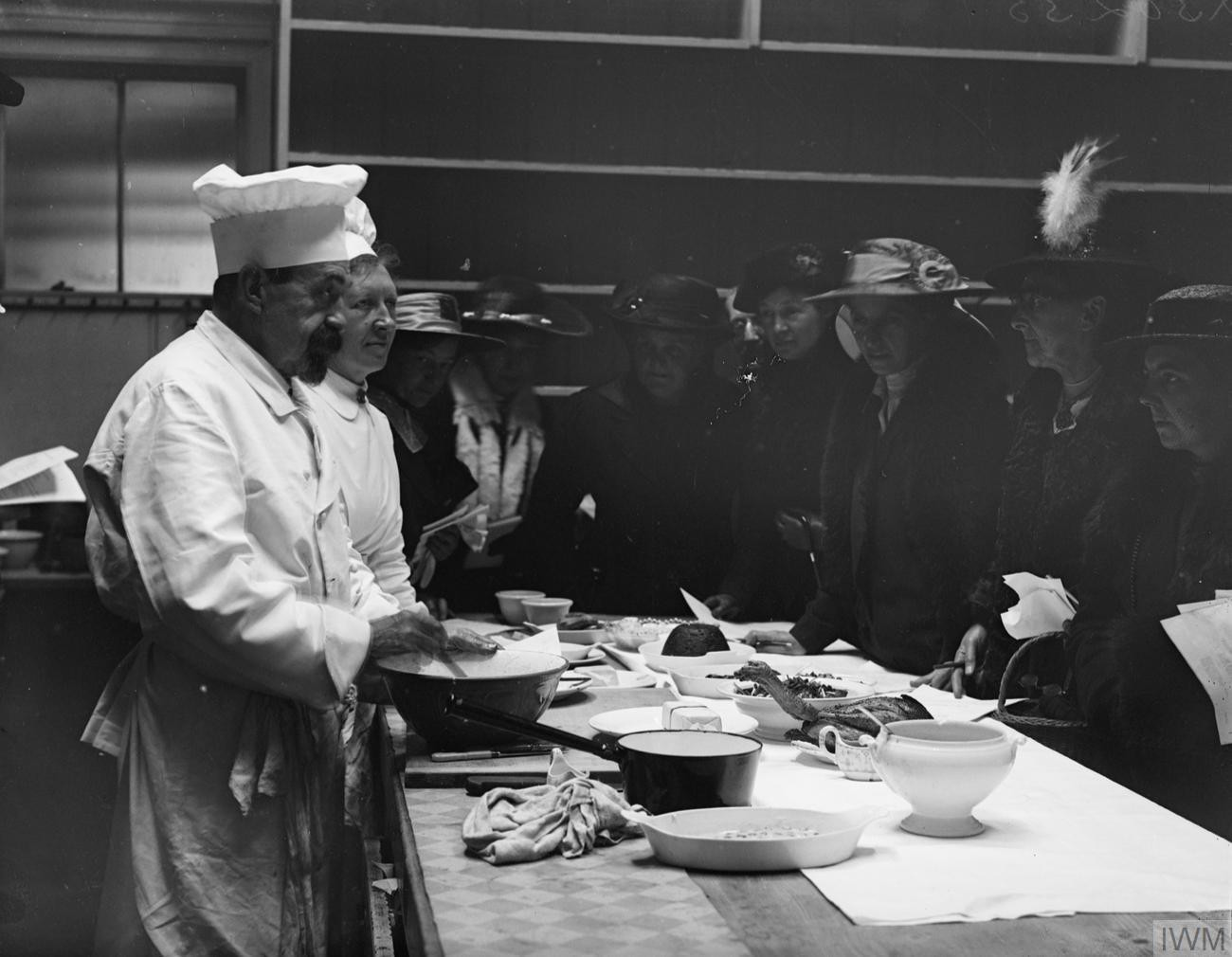
Le mélange
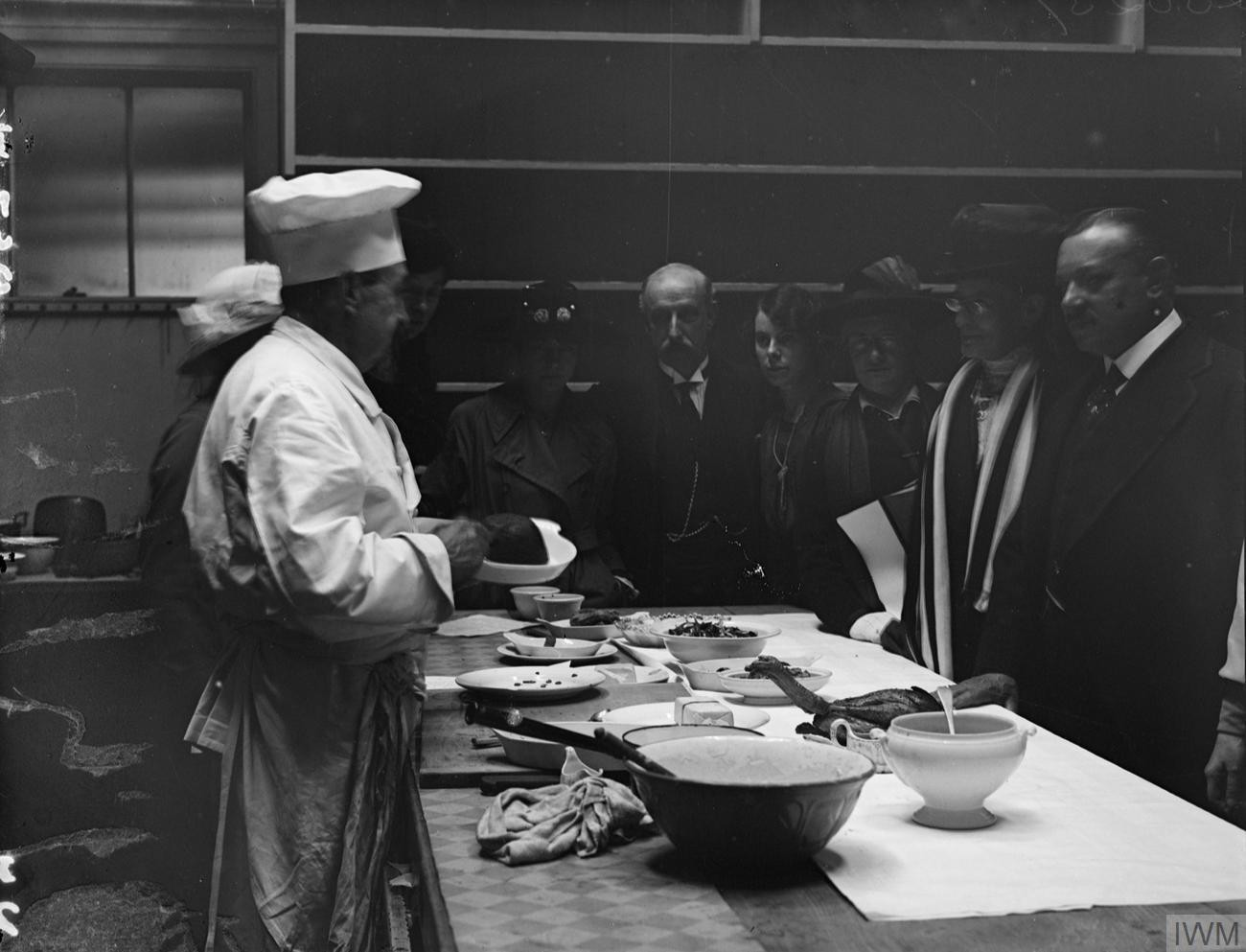
Après la cuisson

Le Christmas pudding est un pudding calorique, cuit à la vapeur avec des fruits secs, des noix et généralement fait avec de la graisse de rognon de bœuf. Il est d'apparence sombre (voire noir), conséquence de l'utilisation de sucre brun et de mélasse noire dans la plupart des recettes et de sa longue cuisson. Le mélange peut être humidifié avec du jus d'agrumes, du cognac ou d'autres alcools (quelques recettes utilisent notamment des bières brunes comme la Mould, la Stout ou la Porter).

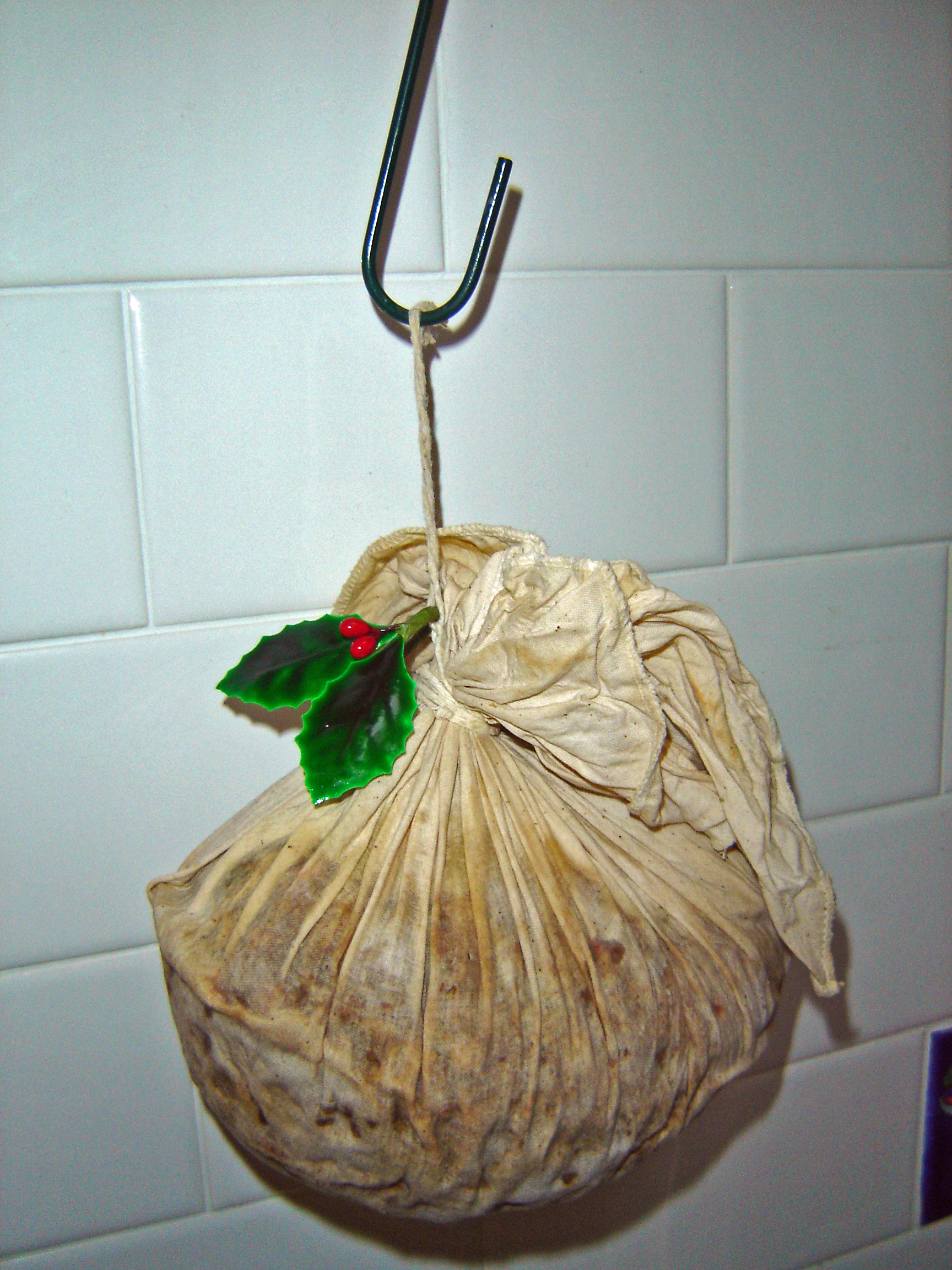
Pour affiner le goût, les puddings sont souvent séchés suspendus à des crochets plusieurs semaines avant de les servir. Ce pudding a été préparé avec un linge traditionnel : '.

Traditionnellement, les puddings étaient bouillis dans un tissu et ils sont souvent représentés ronds, mais depuis le début du vingtième siècle ils sont plus couramment préparés dans des jattes.
La préparation initiale est généralement faite durant le Stir-up Sunday. Stir-up Sunday est le dimanche précédant le temps liturgique de l'Avent (le dimanche avant le premier dimanche de l'Avent). La collecte prescrite par le Livre de la prière commune de l'Église d'Angleterre pour le vingt-cinquième dimanche après la fête de la Sainte Trinité est : Stir up, we beseech thee, O Lord, the wills of thy faithful people; that they, plenteously bringing forth the fruit of good works, may of thee be plenteously rewarded (« Excite, nous t'en supplions, ô Seigneur, les mouvements de la volonté de tes fidèles; afin que, portant en abondance les fruits de bonnes œuvres, ils obtiennent de toi une abondante récompense »),,. L'invocation « Stir up » était censée avoir inspiré l'agitation littérale du mélange de pudding de Noël ce jour-là, un mois avant le jour de Noël.

La préparation demande plusieurs heures de cuisson à la vapeur (la durée peut être raccourcie sans perte de qualité en utilisant une cocotte-minute). Avant le service, le pudding est réchauffé à la vapeur encore une fois et servi avec du cognac ou du rhum flambé. Le pudding est traditionnellement décoré avec une feuille de houx.

Préparation des Christmas puddings
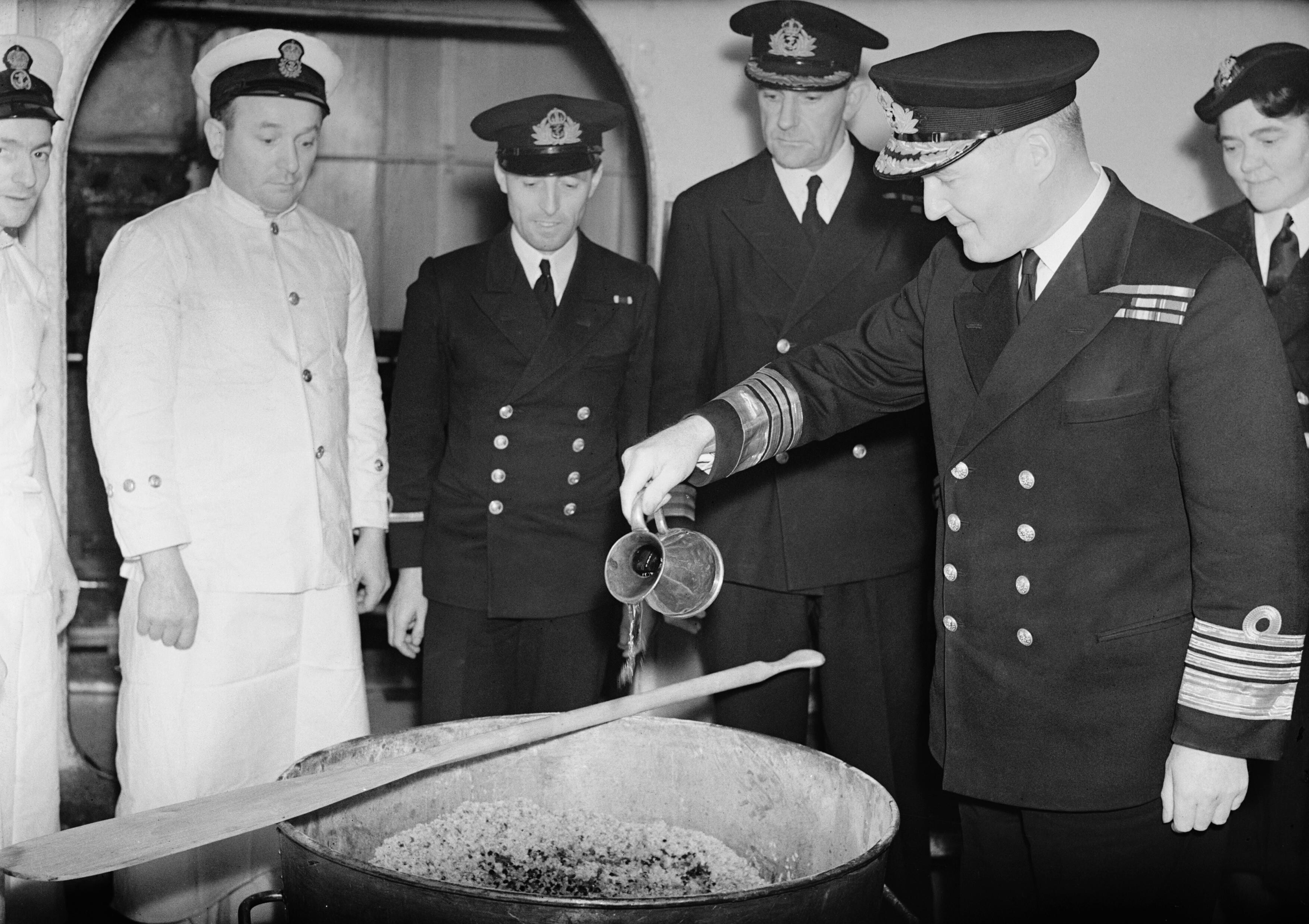
L'amiral Sir Bruce Fraser, commandant en chef de la Home Fleet britannique, verse du rhum dans le mélange pour le Christmas pudding de 1943 à bord du HMS Duke of York (novembre 1943).
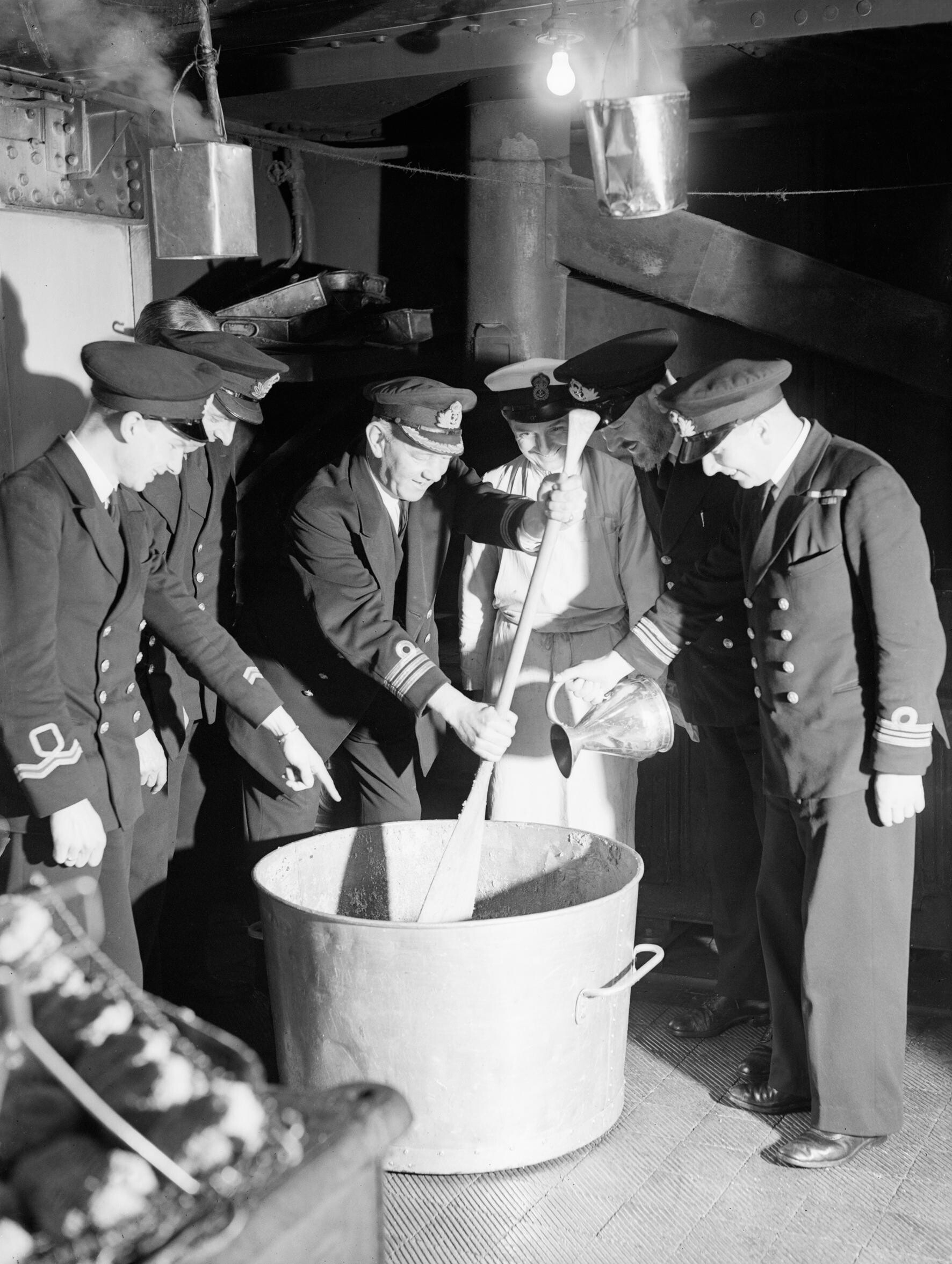
Le capitaine d'un navire ravitailleur de la Home Fleet mélange le Christmas pudding de 1942, tandis que le first lieutenant ajoute du rhum (Scapa Flow, 12 décembre 1942)
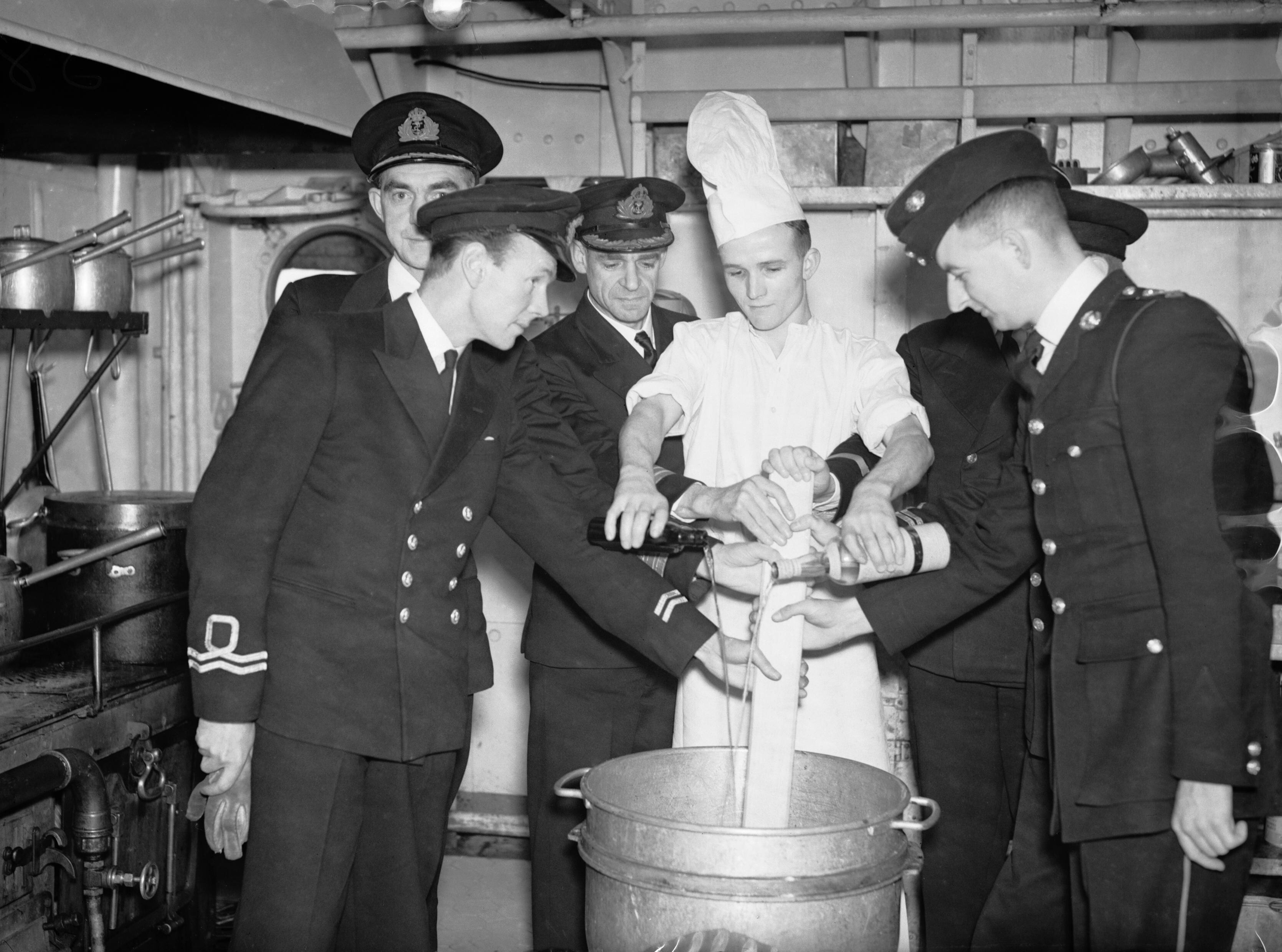
Les officiers et le cuisinier mélangent le Christmas pudding à bord du HMS Howe (Seconde Guerre mondiale)
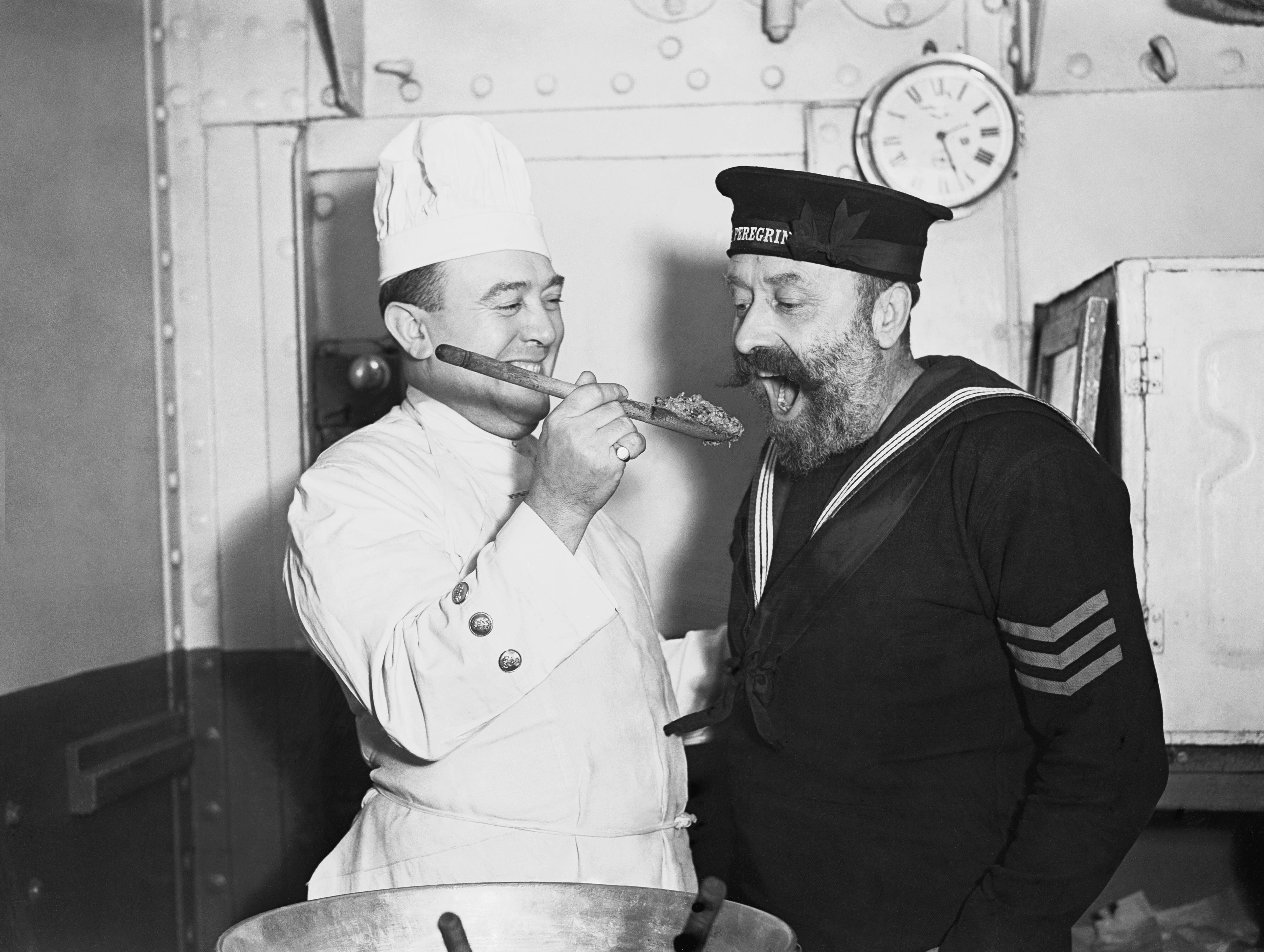
Le cuisinier du navire donne à un marin un avant-goût du Christmas pudding de 1940 à terre à HMS Cochrane (novembre 1940).
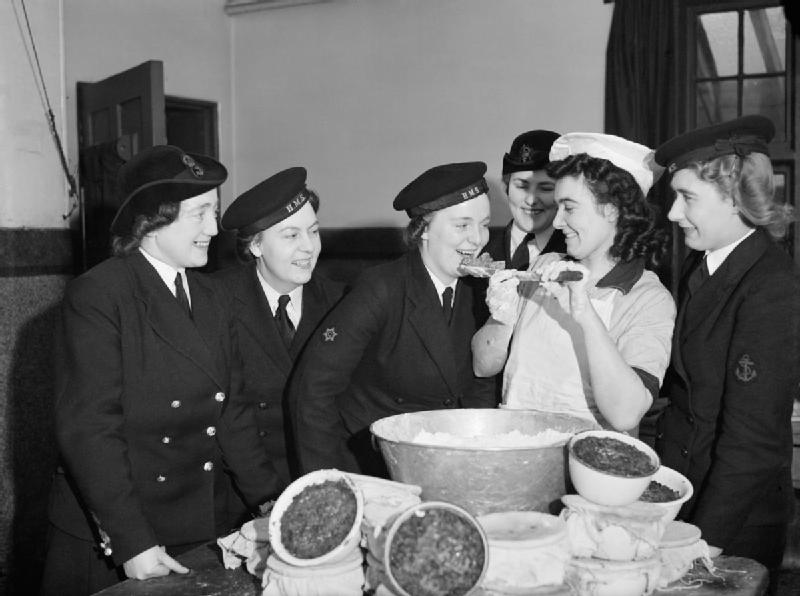
Le personnel du Women's Royal Naval Service goûte les Christmas puddings de 1942 à Greenock (19 décembre 1942).
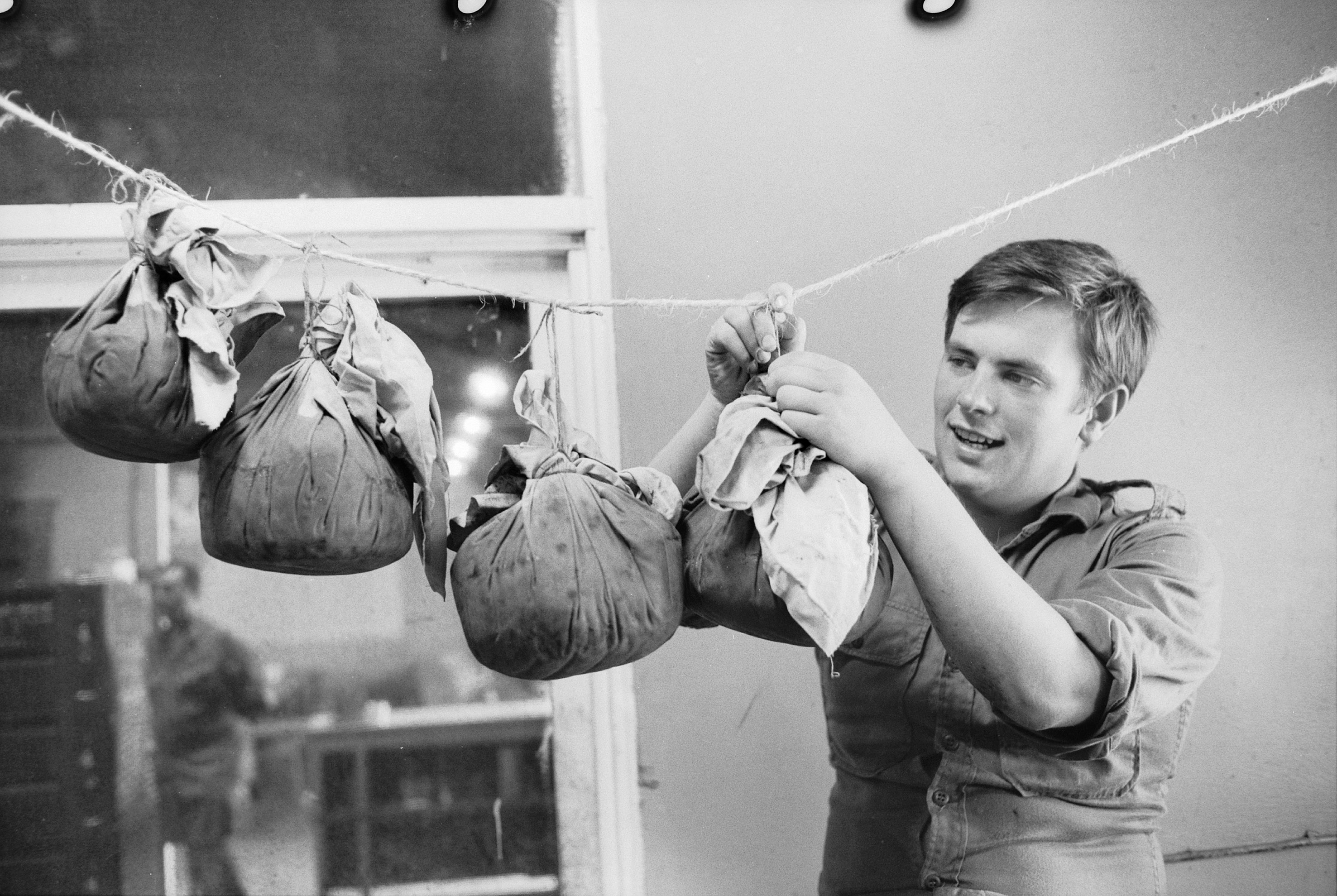
Un soldat suspend les Christmas puddings de 1971 pour les faire mûrir. (Sud Vietnam, décembre 1971)
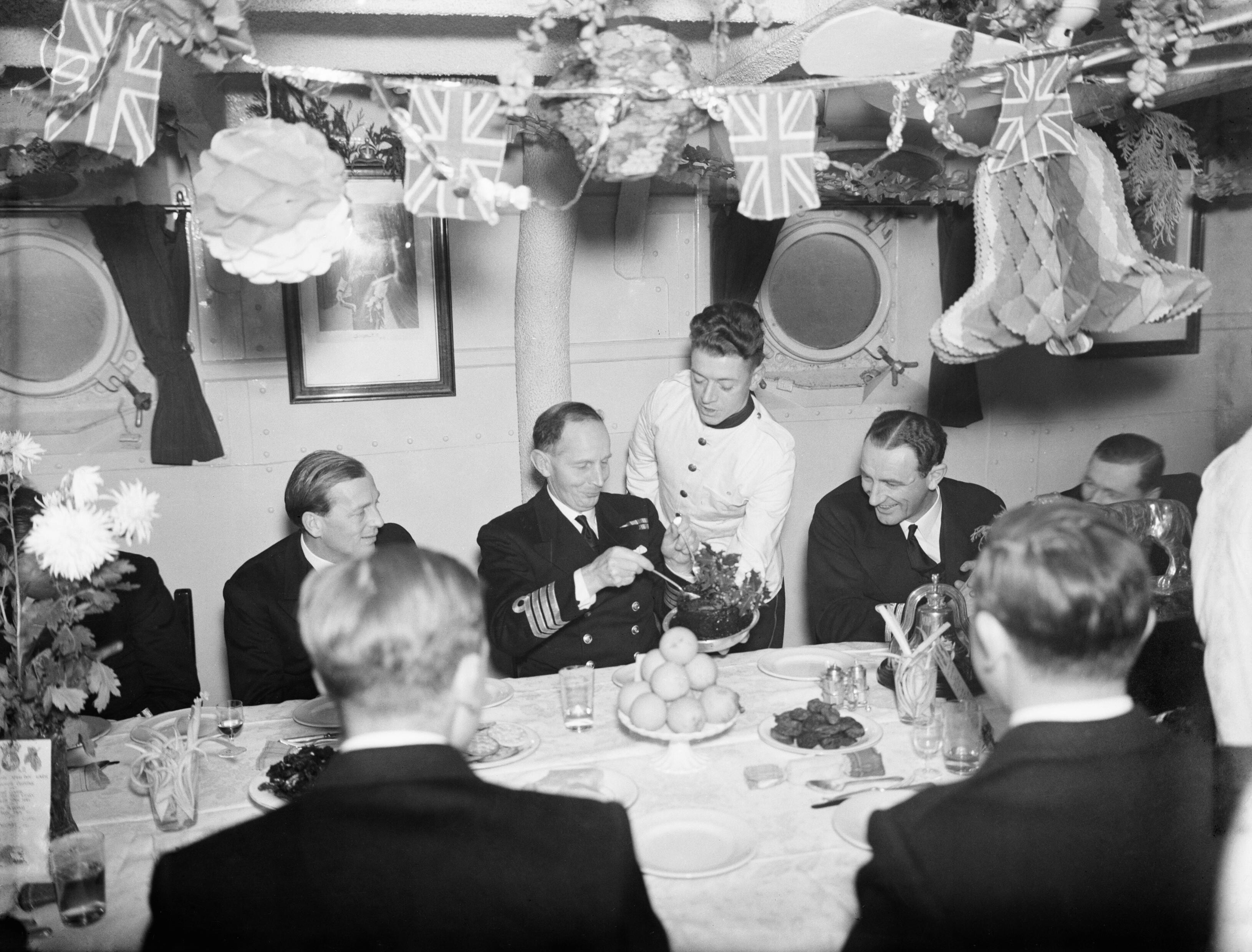
Le jour de Noël 1942 dans le carré des officiers à bord du HMS Malaya, Scapa Flow. Le capitaine reçoit le dessert.
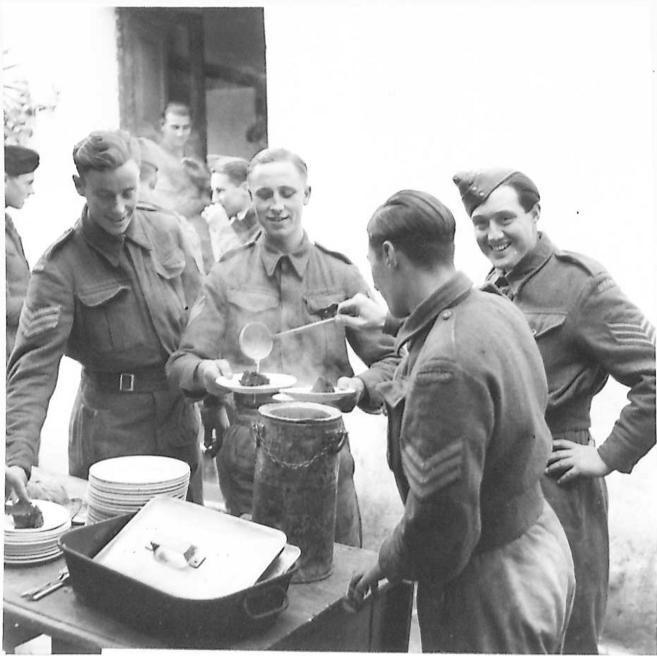
Le jour de Noël 1943 en Italie. Les sergents du Régiment royal de la Reine ajoutent la crème anglaise aux Christmas puddings.
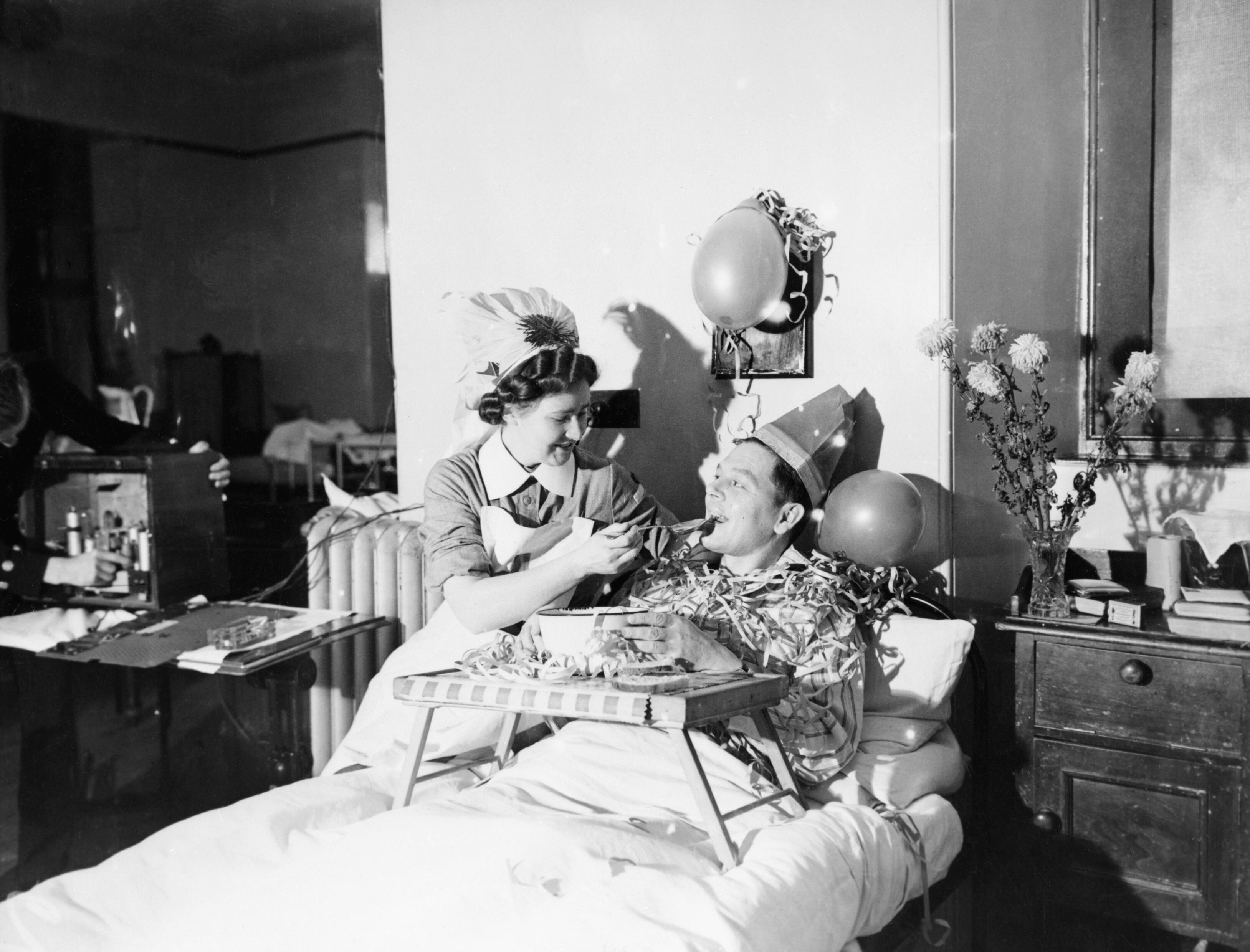
Le Christmas pudding de 1941 à l'hôpital naval (en) de Kingseat, Aberdeenshire (en)

## Histoire

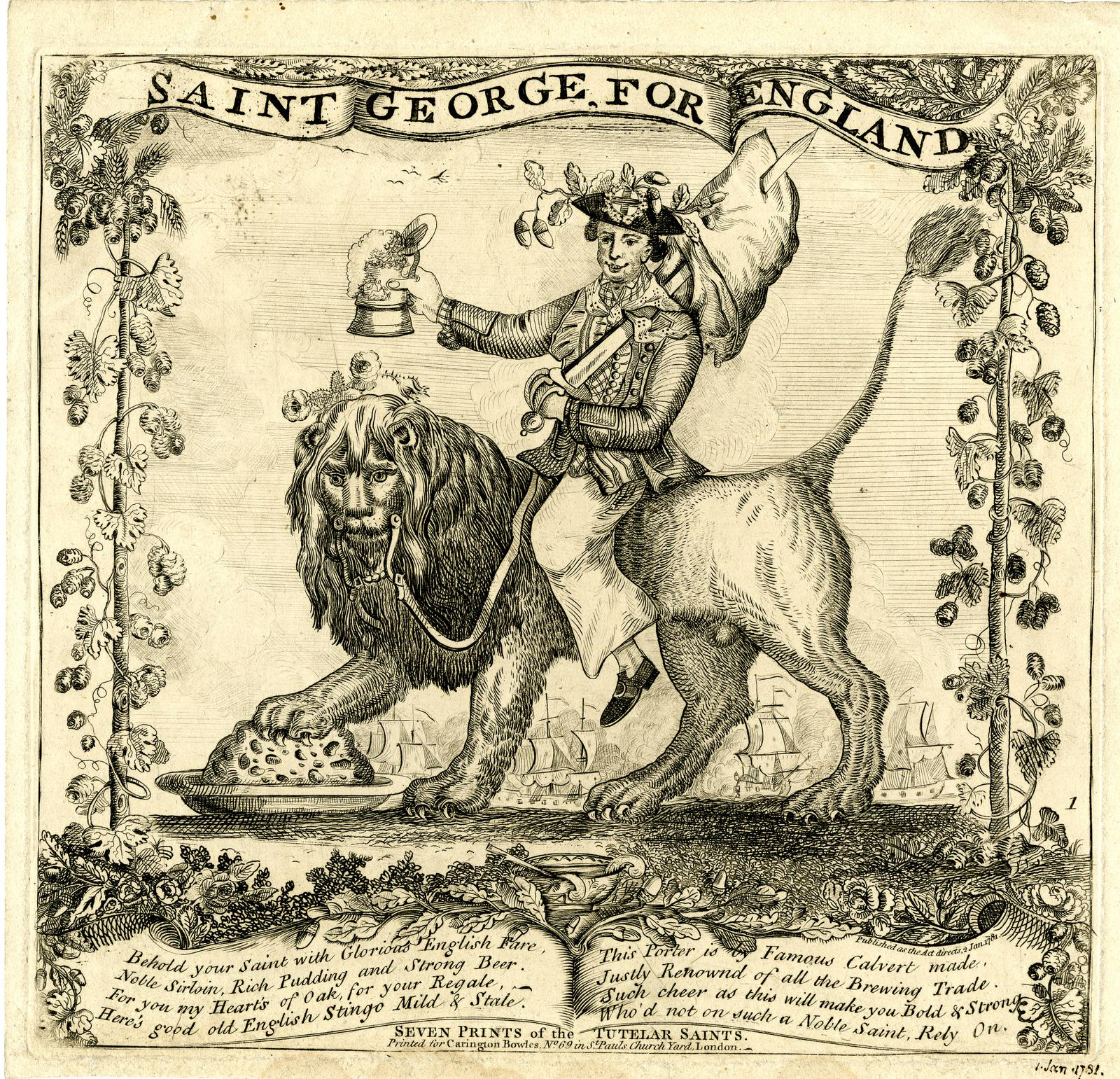
Saint George for England Une estampe de 1781 représentant Georges de Lydda, saint patron de l'Angleterre. Un marin chevauche le lion britannique et porte une chope de bière et un faux-filet de bœuf. Le lion repose sa patte avant sur un Christmas pudding. D'autres symboles des Anglais - des feuilles de chêne et des glands, des roses, et une croix de Saint-Georges - complètent la scène. Une bataille navale est visible en arrière-plan.

La méthode de cuisson d'un pudding dans une vessie ou un chiffon par cuisson à la vapeur ou par ébullition pendant plusieurs heures était une technique courante dans toute l'Europe depuis l'Antiquité. La méthode est tombée en désuétude, sauf en Angleterre. Des puddings sucrés et salés sont préparés. Au début du Moyen Âge, les ingrédients exotiques comme le sucre, les épices et les fruits de la vigne n'étaient disponibles que pour l'élite, qui distribuait des puddings, des gâteaux et des tartes épicés à Noël. Les cuisines royales étaient parmi celles qui distribuaient des aliments épicés aux serviteurs, aux tenanciers féodaux et aux pauvres. Les origines du pudding épicé à la vapeur ne sont pas connues avec précision, mais le pudding est populairement lié aux banquets royaux Henri VIII et Élisabeth Ire. Sous la Maison Tudor, il y avait une implication croissante dans le commerce des épices, les voyages mercantiles de l'âge des découvertes, et avec la colonisation anglaise d'outre-mer.

Avec la séparation de l'Église d'Angleterre de l'Église romaine sous le règne d'Henri VIII (la Réforme anglaise), Noël a acquis un caractère national en Angleterre. À l'époque d'Oliver Cromwell, le pudding de Noël était étroitement associé à la fête. Le gouvernement puritain de Cromwell a cherché à supprimer la célébration de Noël, et les puritains ont particulièrement attaqué le Christmas pudding. Le pudding est revenu avec la Restauration de la monarchie des Stuart. La célébration de Noël elle-même est devenue moins importante au cours des siècles suivants, jusqu'à son renouveau à l'époque victorienne, associée plus particulièrement à Charles Dickens.

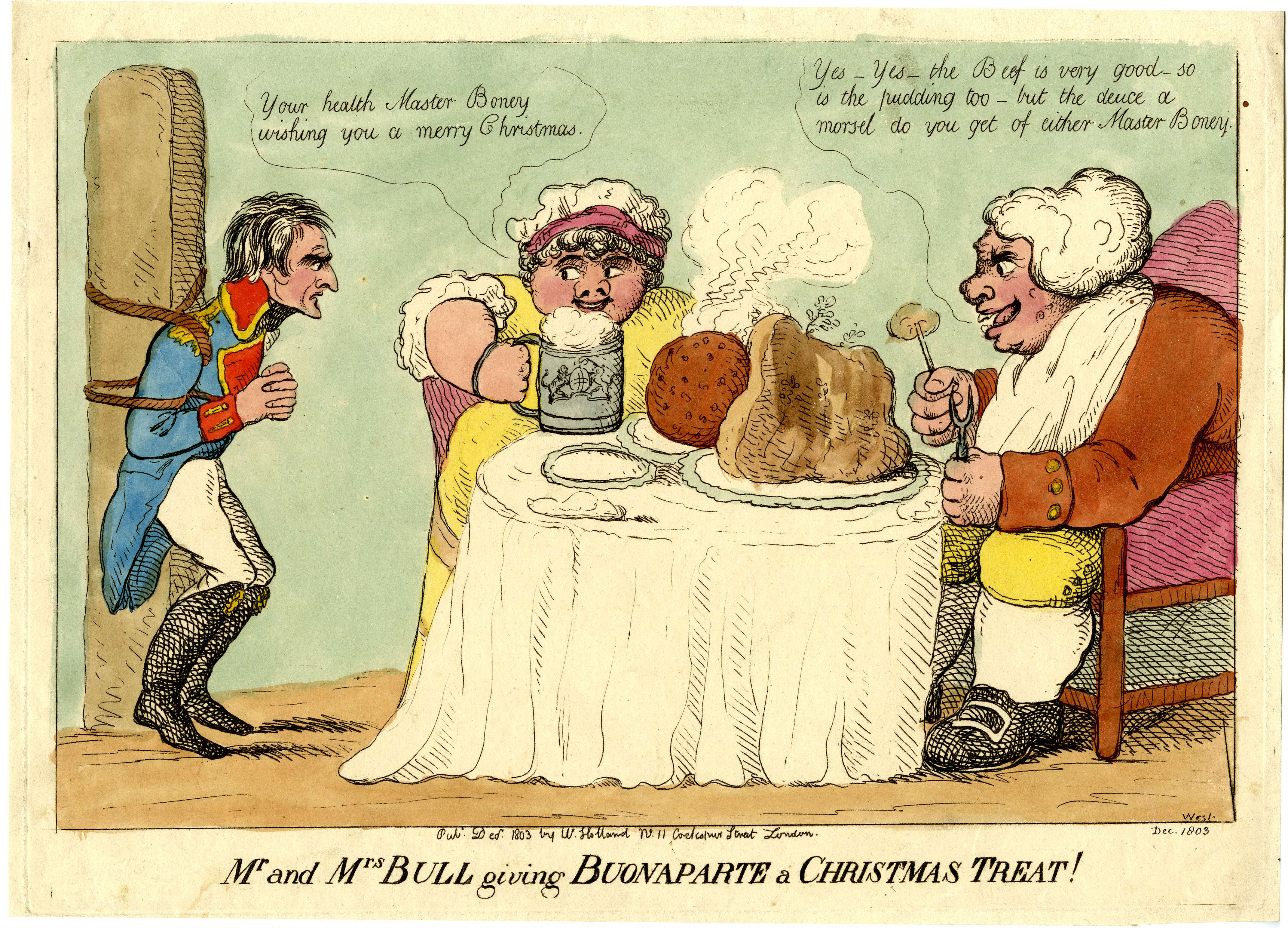
Mr and Mrs Bull giving Buonaparte a Christmas treat! M. et Mme John Bull célèbrent Noël avec de la bière, du rosbif et du plum-pudding. Napoléon, attaché à un pieu, n'obtient rien. Caricature publiée par William Holland sur le projet d'invasion français, décembre 1803.

### Prémices

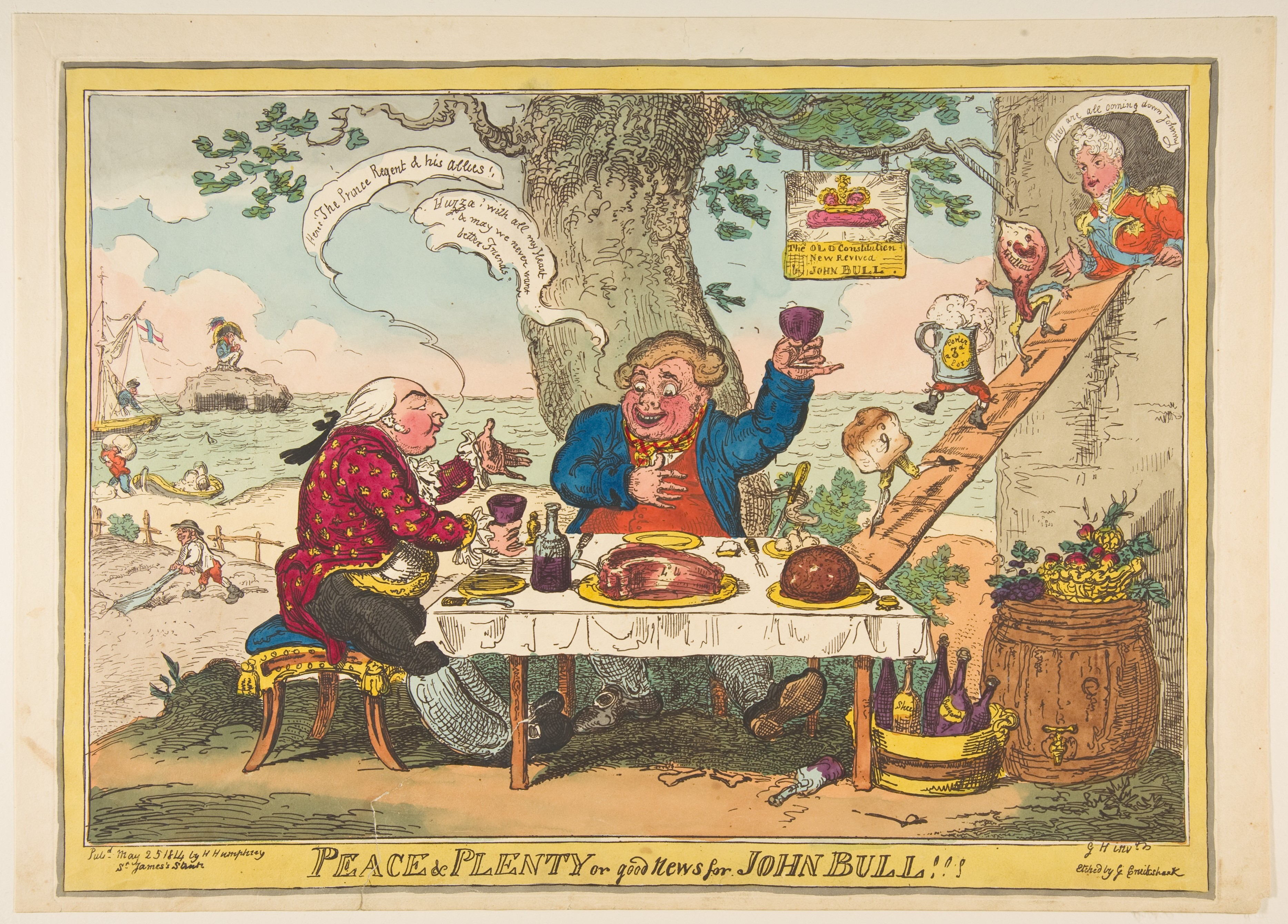
Peace & Plenty or Good News for John Bull!!!. Célébrant l'exil de Napoléon à l'île d'Elbe et la baisse du prix des aliments qui en résulte, John Bull dîne avec Louis XVIII de rosbif et de plum-pudding, et – à cette occasion – du. Le prince-régent, à l'intérieur du pub, fait descendre plus de mouton, de porter et de pain – le tout à des prix inférieurs. Caricature de George Cruikshank, 25 mai 1814,.

Bien qu'il ait pris sa forme finale en Angleterre à l'époque victorienne, le pudding trouve ses origines dans les années 1420, et provient de deux sources différentes. Il apparut d'abord non pas comme une confiserie ou un dessert, mais comme une façon de préserver la viande à la fin de la saison. À cause des pénuries de fourrage, le bétail en surplus était abattu en automne. La viande était alors stockée dans des plats à gâteaux remplis de fruits séchés agissant comme conservateurs. Les grandes tartes de viande hachée ainsi obtenues pouvaient alors être utilisées pour nourrir quantité de personnes, particulièrement à la période des fêtes. L'ancêtre du pudding moderne, cependant, était le plum pottage, un brouet composé d'un mélange de viande et de légumes originaire de l'époque romaine. Ce mets était préparé dans un grand chaudron, les ingrédients étant mis à cuire lentement, avec des fruits secs, du sucre et des épices.
Les plus anciennes références au standing pottage datent de 1420, et désignaient un mets de veau, de mouton ou de poulet confit, épaissi avec du pain, et rougi avec du bois de santal et des groseilles. Au temps d'Élisabeth Ire, des raisins secs furent ajoutés à ce mélange de base. Cette recette devint si populaire que ce mets fut connu à partir de ce jour sous le nom de « plum pottage »[réf. nécessaire] (plum signifiant « raisins secs utilisés dans un dessert »). La désignation des fruits de la vigne comme « plums » est un usage obsolète en anglais moderne, sauf en termes composés comme « plum pottage » et « plum-pudding ». Il peut provenir d'un changement des prunes (en anglais : plums) ou des pruneaux (en anglais : prunes) en raisins secs (en anglais : raisins) dans certaines recettes qui ont conservé leur nom « plum ». Le huguenot François Maximilien Misson, qui s'est enfui en Angleterre après la révocation de l'édit de Nantes, a fait l'éloge de la tradition du pudding anglais dans son carnet de voyage sur l'Angleterre ::119

« Le Pudding est un mets qu'il seroit difficile de décrire, à cause de la diversité des espèces. De la farine, du lait, des œufs, du beurre, du sucre, de la graisle, de la moelle, des raisins, &c. &c. sont des ingrédiens les plus ordinaires d'un pudding. On en fait cuire au four; on en fait bouillir avec la Viande; on en fait de cinquante façons. Et on se sçait bon gré de l'invention des Puddings ; car c'est une Manne qui est au goût de tout de monde; & une Manne meilleure que celle du Désert, en ce qu'on ne s'en lasse jamais. Ah ! l'excellent chose qu'un English Pudding ! To comme in Pudding-time venir à-l'heure de Pudding, c'est à-dire, venir à point nommé, le plus heuresement du Monde Faites un Pudding à un Anglois, & vous le régalerez en quelque endroit du monde qu'il soit. »

— François Maximilien Misson, 1698, Mémoires et observations faites par un voyageur en Angleterre
Au XVIIIe siècle, les techniques de conservation de la viande ayant évolué, les ingrédients salés de la tarte à la viande hachée et du plum-pudding ont diminué tandis que le contenu doux a augmenté. La mincemeat pie (« tarte à la viande hachée ») ou mince pie a conservé son nom, tandis que le brouet a été de plus en plus souvent mentionné en tant que plum-pudding. Bien que ce dernier ait toujours été un mets de célébration ; ce n'était pas nécessairement associé à Noël. Il était typiquement servi avec du bœuf[réf. nécessaire].
En Amérique, les traditions du Christmas pudding étaient déjà arrivées à l'époque pré-révolutionnaire. Un livre intitulé The Compleat Housewife par E. Smith a été publié par William Parks (en) à Williamsburg, Colonie de Virginie, dès 1742. Les recettes de ce livre ont été parmi celles republiées en 1938 par l'historienne Helen Bullock (en) et la fondation Colonial Williamsburg (en). Parmi les ingrédients, elle inclut une livre de chacun d'une variété de fruits secs et de sucre, plus ¹⁄₂ lb de chacun des écorces confites (cédrat, orange et citron). Elle ajoute également une pinte de brandy et 12 œufs.

### Ères victorienne et édouardienne

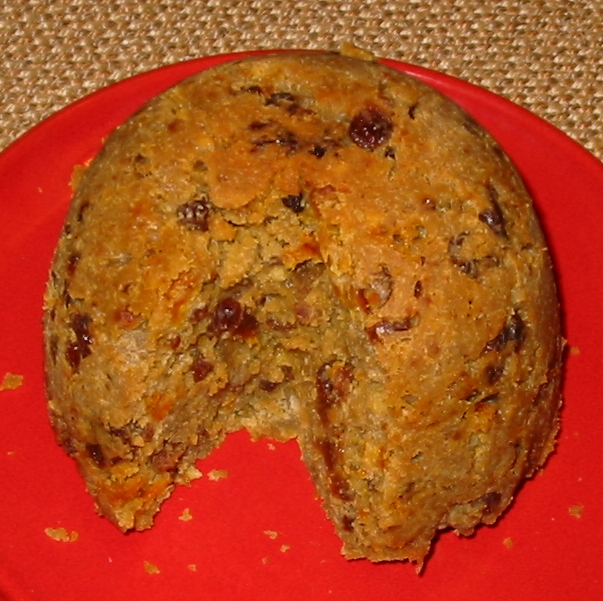
Christmas pudding, recette de Jersey.

Ce n'est que dans les années 1830 que le gâteau bouilli composé de farine, de fruits, de suif, de sucre et d'épices, le tout garni de houx, a fait une apparition définitive, devenant de plus en plus associé à Noël. Eliza Acton, cuisinière du Sussex, a été la première à le désigner sous le nom de Christmas pudding dans son livre à succès de 1845, Modern Cookery for Private Families[Pas dans la source].
Le pudding aux prunes et le bœuf - en particulier le rosbif - étaient considérés comme la nourriture par excellence des Anglais. Manger du plum-pudding et du rosbif était synonyme de célébration du jour de Noël à la good old English fashion (« bonne vieille mode anglaise »). Il était expressément interdit aux indigents confinés à la workhouse en vertu du système de la New Poor Law d'avoir du plum pudding et du rosbif. Ces luxes devaient être refusés aux pauvres du workhouse même s'ils étaient donnés par charité. Certains contremaîtres ont cependant permis de manger du Old English Fare (« les vieux aliments anglais ») ou du Christmas Fare (« aliments de Noël »).
La nouvelle de Charles Dickens, « A Christmas Dinner », publiée par le journal Bell's Life in London (en) et republiée en 1836 dans le cadre de Esquisses de Boz, décrit le pudding comme une partie importante de Noël : sa préparation et son service au dîner de Noël sont soulignés. L'effet du pudding sur les enfants est également précisé,,, :
« and when at last a stout servant, staggers in with a gigantic pudding with a sprig of holly in the top, there is such a laughing, and shouting, and clapping of little chubby hands, and kicking up of fat dumpy legs, as can only be equalled by the applause with which the astonishing feat of pouring lighted brandy into mince pies, is received by the younger visitors »
— Charles Dickens, A Christmas Dinner (« Une fête de noel en Angleterre »)
        
« Mais quand on voit apparaitre un énorme pouding surmonté d'une branche de houx, et dont le poids semble faire chanceler le robuste domestique qui l'apporte, rien n'est comparable au bruit des éclats de rire, des battements de mains et des trépignements de pieds, que les applaudissements et les acclamations des jeunes gens à l'aspect merveilleux de l'eau-de-vie enflammée qu'on verse dans les pâtés de Noel. »
Un chant de Noël (A Christmas Carol, 1843) de Dickens contient également une description influente du pudding de Noël, chez Bob Cratchit (en), :
« Hallo! A great deal of steam! The pudding was out of the copper. A smell like a washing-day! That was the cloth. A smell like an eating-house, and a pastry cook's next door to each other, with a laundress's next door to that! That was the pudding. In half a minute Mrs. Cratchit entered: flushed, but smiling proudly: with the pudding, like a speckled cannon-ball, so hard and firm, blazing in half of half-a-quartern of ignited brandy, and bedight with Christmas holly stuck into the top. »
— Charles Dickens, A Christmas Carol (« Un chant de Noël »)
        
« Oh ! oh ! quelle vapeur épaisse ! Le pouding était tiré du chaudron. Quelle bonne odeur de lessive ! (c'était le linge qui l'enveloppait) Quel mélange d'odeurs appétissantes, qui rappellent le restaurateur, le pâtissier de la maison d'à côté et la blanchisseuse sa voisine ! C'était le pouding. Après une demi-minute à peine d'absence, mistress Cratchit rentrait, le visage animé, mais souriante et toute glorieuse, avec le pouding, semblable à un boulet de canon tacheté, si dur, si ferme, nageant au milieu d'un quart de pinte d'eau-de-vie enflammée et surmonté de la branche de houx consacrée à Noël. »

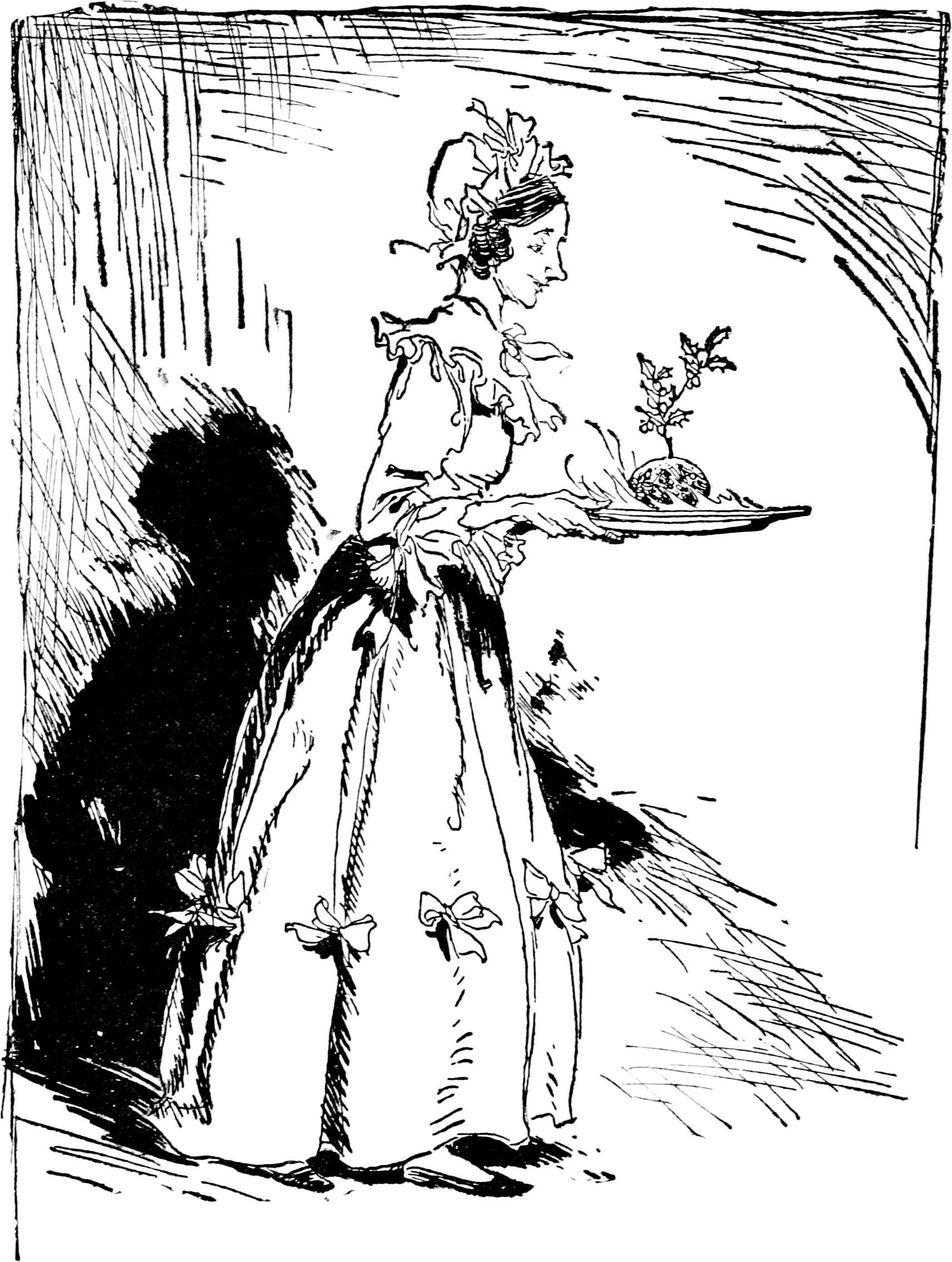
Illustration de Mme Cratchit avec le Christmas pudding, de l'édition 1915, dessinée par Arthur Rackham.

Une scène de dîner de Noël dans le roman américain de Louisa May Alcott, Les Quatre Filles du docteur March (en anglais : Little Women, 1868), rappelle les scènes de dîner de Noël dans Un chant de Noël de Dickens. Les deux histoires décrivent le dîner comme composé d'une volaille rôtie et d'un pudding de Noël.
Les Britanniques ont emporté des Christmas puddings dans tout leur empire mondial. Une grande partie du courrier envoyé aux colonies britanniques à Noël se composait de Christmas puddings, symboles de Noël et de l'empire. En 1890, un éditorial du journal londonien Daily News déclaré que : The true bond of union among the British race is the festival of Christmas (« Le véritable lien d'union entre la race britannique est la fête de Noël »). D'après le Grand dictionnaire de cuisine, publié à titre posthume en 1873 par Alexandre Dumas : « En France la casserole est plus en honneur que partout ailleurs; on sait que les Espagnols ne vivent que de chocolat, de garbanços et de lard rance; les Italiens de macaroni; les Anglais de roast beef et de pudding; les Hollandais de viande cuite au four, de pommes de terre et de fromage les Allemands de choucroute et de lard fumé »,.

Des articles de journaux sur les périodes victorienne et édouardienne attestent de la consommation de Christmas puddings improvisés dans divers endroits exotiques. Un pudding, consommé lors d'une expédition en Nouvelle-Guinée, a été préparé dans la boue bouillante d'une source chaude. Un autre, mangé dans le veld sud-africain, était improvisé avec des raisins de Corinthe, des raisins secs, du riz et des œufs d'autruche et accompagnait un dîner de Noël de steak de gnous. Un exemple australien - consommé avec un kangourou rôti - se composait de biscuit trempé, de sucre et de brandy. Dans le désert du Sinaï, un pudding de Noël était garni d'alcool à brûler plutôt que de brandy, et dans les collines de Birmanie britannique, un Christmas pudding et un jeu de snap-dragon (en) ont été appréciés en tenue de soirée. Le jour de Noël 1900, pendant le siège de Ladysmith au cours de la seconde guerre des Boers, les Boers ont utilisé leurs pièces d'artillerie pour tirer des puddings de Noël improvisés dans la ville britannique assiégée. Les puddings sont arrivés chez les Britanniques en partie cuits par la charge explosive. À Noël 1902, lors de l'Expédition Discovery en Antarctique, Ernest Shackleton partage avec ses compagnons un pudding de Noël qu'il avait jusque-là caché dans une chaussette.
- Pièce d'argent porte-bonheur,
transformée en pendentif commémoratif<ref>(en-GB) « pendant, made from coin | EPH 10024 », sur Imperial War Museums (consulté le 28 octobre 2021)</ref>
- Demi-roupie de George V d'un Christmas pudding mangé pendant le siège de Kut-el-Amara, Noël 1915
- « r.f.a.
Xmas Dinner
Siege of
Kut-al-Amara
25 XII 1915
From Ted »

Jane Cunningham Croly a publié une recette de plum-pudding datant du XIXe siècle, fournie par les sœurs poétesses américaines Alice Cary et Phoebe Cary dans le Jennie June's American Cookery Book. Il était préparé comme le pudding au pain, en trempant du pain rassis dans du lait puis en ajoutant du suif, du cédrat confit, de la noix de muscade, des œufs, des raisins secs et du brandy. C'était un dessert moulé, cuit dans de l'eau bouillante pendant plusieurs heures, et servi avec une sauce au vin doux.
En l'Empire russe, la participation aux traditions de Noël britanniques et allemandes marquait le statut d'élite. La sœur du tsar Nicolas II et fille du tsar Alexandre III, Olga Alexandrovna, a écrit qu'elle avait apprécié le plum pudding à Noël 1897.

### XXesiècle

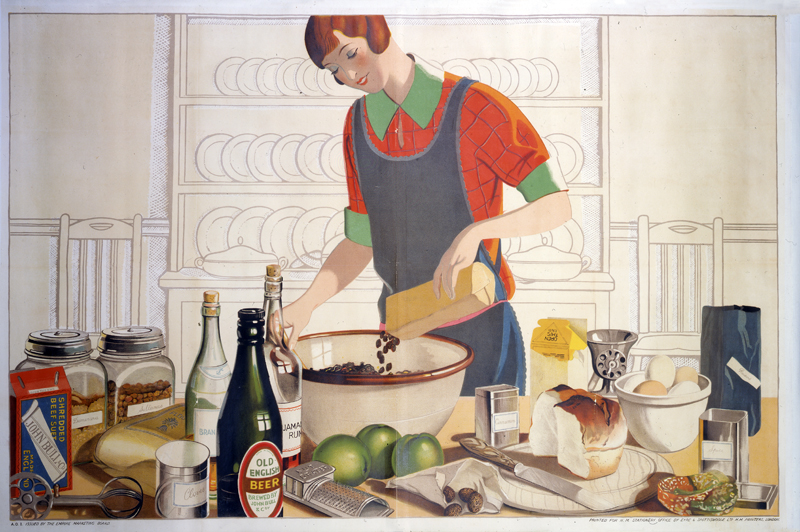
Le pudding comme métaphore de l'Empire britannique, à base d'ingrédients coloniaux et de suet de bœuf John Bull. Image pour l'Empire Marketing Board (1926-1939).

Le concept du Empire Christmas Pudding (« pudding de Noël Empire ») a émergé au milieu d'un débat entre le libre-échange et le protectionnisme après la Première Guerre mondiale. Le concept dérivé du mouvement « Empire Day », établi par Reginald Brabazon, 12e comte de Meath et faisait partie d'une ré-imagination plus large de l'Empire britannique en tant que fédération basée sur le commerce et la citoyenneté commune, comme cela avait été envisagé par Joseph Chamberlain. La British Women's Patriotic League et la Conservative Women's Unionist Organisation (en) ont joué un rôle déterminant : la promotion des produits de l'Empire britannique était censée prendre soin de la « famille » de l'empire. Organisée par la British Women's Patriotic League, la Empire Shopping Week (« semaine du shopping de l'Empire ») s'est tenue pour la première fois à Londres en 1922 ; Harrods et Selfridges faisaient partie des grands magasins participants. L'année suivante, Empire Shopping Week a fait la promotion des produits de l'Empire britannique dans les villes du Royaume-Uni et de l'empire. L'année de le British Empire Exhibition, 1924, la British Women's Patriotic League a fait circuler des brochures pour diffuser une recette de Christmas pudding entièrement à base de produits de l'Empire britannique. Elle a également fourni une boîte préemballée d'ingrédients pour faire le pudding et les puddings préfabriqués. Les brochures enjoignaient au public : Make your Christmas pudding this year an Empire pudding (« Faites de votre pudding de Noël cette année un pudding d'Empire »).
L'Empire Christmas Pudding a été produit pour la première fois pour Noël 1926. Des publicités de l'Empire Marketing Board (en) sont apparues dans les journaux nationaux britanniques en décembre de la même année, illustrées par une image de Britannia portant un pudding enflammé. La recette préconisée :
« Take 1 breakfastcup full of each of the following eight ingredients: Canadian flour, Australian or South African raisins, Australian sultanas, Australian currants, chopped mixed peel, English or Scottish beef suet, breadcrumbs. Also 1 English cooking apple, 4 to 6 eggs (Home laid), 1 teaspoonful pudding spice (Indian), 1 wineglass Jamaica rum, sufficient milk to mix, grated rind and juice of one lemon. One English 3d bit for luck! Mix well. Place in greased basin. Cover with greaseproof paper: tie on cloth and steam or boil 6 to 8 hours.

Here you have a quite simple recipe. It will make as delicious a plum pudding as you have ever tasted. And you will enjoy it all the more if you remember that by using Empire fruit to make it you will give a helping hand to the thousands of British Overseas – most of them ex-Service men and their families – by whom that fruit is grown. Buy Empire Goods. Ask – is it British? »
« Prenez 1 breakfastcup full (« tasse de petit-déjeuner ») de chacun des huit ingrédients suivants : farine canadienne, raisins secs australiens ou sud-africains, raisins secs australiens, groseilles australiennes, écorces mélangées hachées, suif de bœuf anglais ou écossais, chapelure. Aussi 1 pomme à cuire anglaise, 4 à 6 œufs (maison pondus), 1 cuillère à café d'épice pour pudding (indienne), 1 verre à vin de rhum jamaïcain, suffisamment de lait pour mélanger, le zeste râpé et le jus d'un citron. Un English 3d bit (en) (« pièce de 3 pence ») pour la chance ! Bien mélanger. Placer dans une bassine graissée. Couvrir de papier sulfurisé : nouer sur un torchon et cuire à la vapeur ou bouillir 6 à 8 heures.

Ici vous avez une recette assez simple. Il fera un pouding aux prunes aussi délicieux que vous n'en avez jamais goûté. Et vous l'apprécierez d'autant plus si vous vous souvenez qu'en utilisant des fruits de l'Empire pour le faire, vous donnerez un coup de main aux milliers de Britanniques d'outre-mer - pour la plupart d'anciens militaires et leurs familles - par lesquels ce fruit est cultivé. Achetez des biens de l'Empire. Demandez : est-ce britannique ? »

La recette, préparé par Henri Cédard, le chef royal, a été médiatisée par l' en XXe siècle pour promouvoir les produits de l'Empire britannique.

Dans les années 1930, des recettes de Christmas puddings étaient annoncées dans The Bantu World, un journal sud-africain, ainsi que des recettes de viande maigre et des cakes aux fruits.

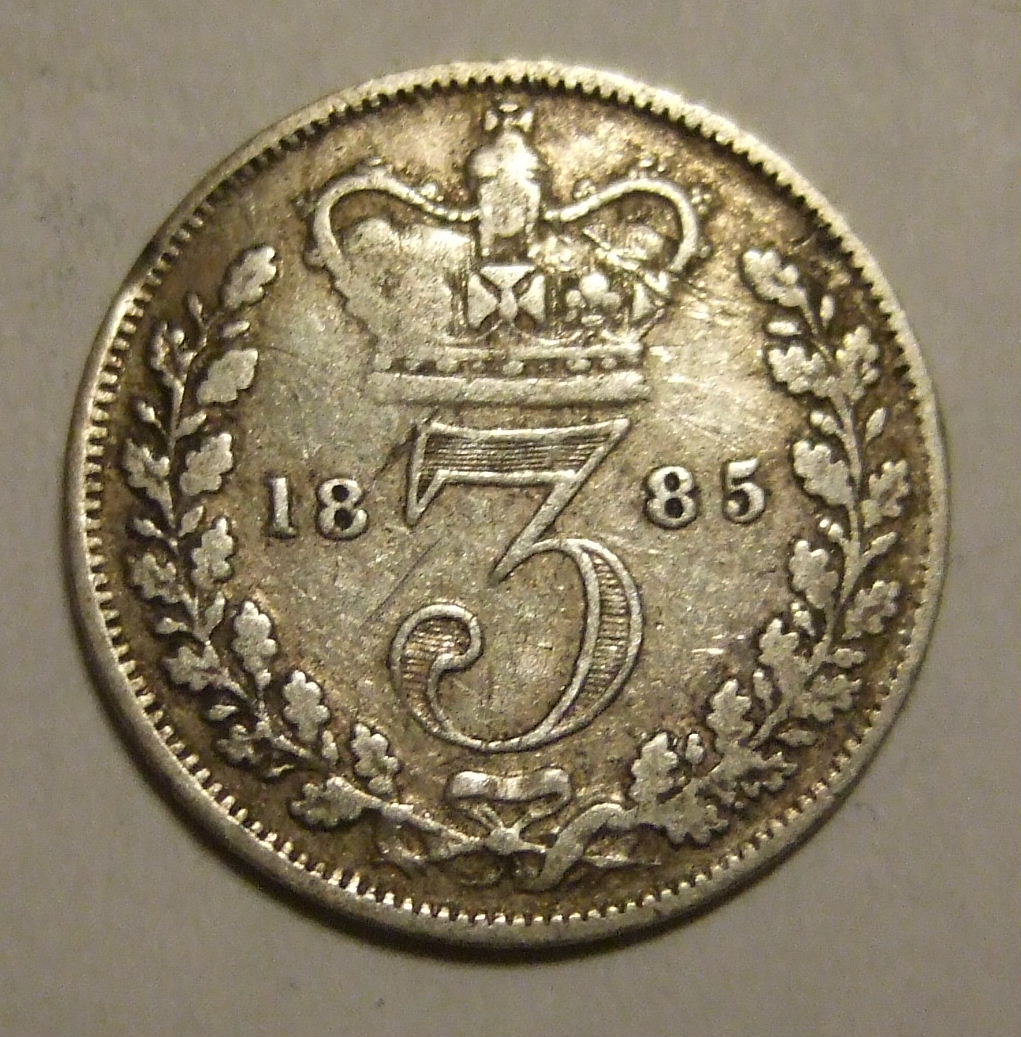
Pièce de 3 pence du règne de la reine Victoria.

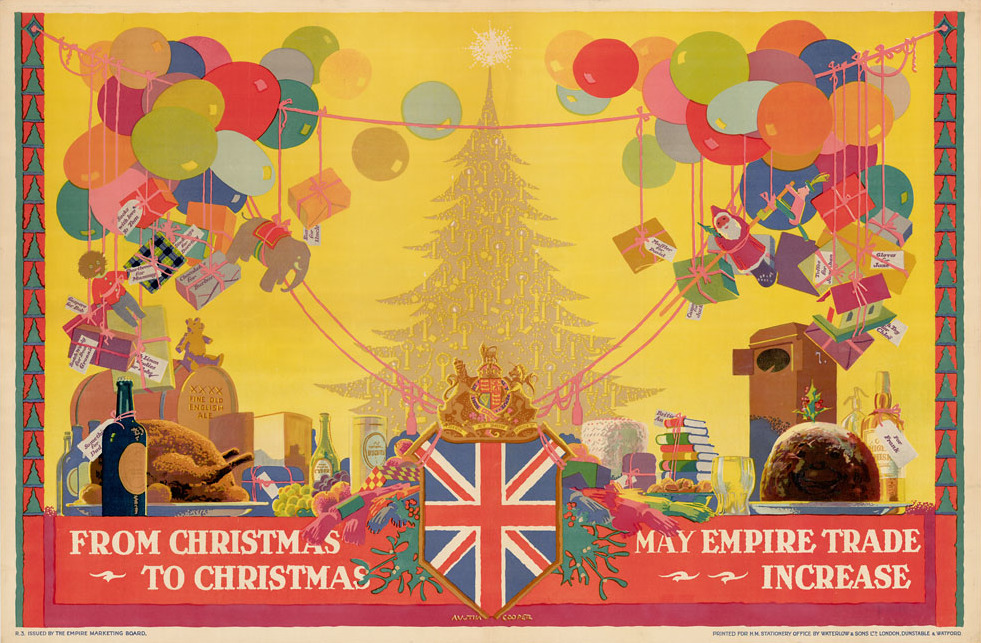
Publicité de l', montrant le Empire Christmas Pudding parmi les cadeaux de l'empire, les armoiries royales et les armoiries nationales britanniques.

Pour Noël 1931, un pudding de Noël géant a été préparé au Royal Albert Hall dans le cadre d'un événement caritatif pour le People's Dispensary for Sick Animals. Le prince de Galles (le futur Édouard VIII) était le patron de l'association et a autorisé le pudding à être nommé the Prince of Wales's Empire Christmas Pudding (« le Pudding de Noël de l'Empire du Prince de Galles »). Un marché de Noël eut lieu dans l'Albert Hall les 24 et 25 novembre 1931, au cours duquel le pudding était mixé. Le pudding, qui pesait 10 long tons (10,16 tonnes), était ensuite cuit, divisé en portions de 2 livres (907 grammes) et distribué aux pauvres britanniques. Le pudding - le plus grand jamais - a été préparé selon la recette du chef royal avec des ingrédients fournis par les hauts-commissaires des dominions et des colonies britanniques. Le Dominion de Terre-Neuve a fourni les nombreux threepences d'argent ajoutés au mélange de pudding pour la bonne chance. Le lord-maire de Londres a été le premier à remuer le mélange de pudding, suivi des hauts-commissaires présents. Le grand public a également été autorisé à mélanger le pudding. Ensuite, le pudding a été déplacé dans les Army & Navy Stores (en), exposé au public pendant trois semaines avant d'être cuit, divisé et distribué. Le prince de Galles a également accepté un morceau pour son propre repas de Noël,.
Dans l'après-guerre, un comité existait avec la responsabilité de Christmas Pudding Labelling (« l'étiquetage du pudding de Noël »). Des discussions ont eu lieu entre les commissions parlementaires et le ministère de l'Agriculture, de la Pêche et de l'Alimentation concernant les importations de puddings mal étiquetés en provenance de l'empire. Des réglementations existaient sur le contenu des puddings à vendre. Les Christmas puddings ne devaient pas peser moins de 17 onces (482 grammes) - avec une tolérance de 1 onces (28 grammes) - et devaient contenir pas moins de 9 % de graisses et d'huiles, pas moins de 15 % de sucre et pas moins de 40 % de fruits de la vigne séchés mélangés. Les puddings de Noël importés devaient être dûment étiquetés avec leurs ingrédients; ne pas le faire avant le 31 mars 1952 pourrait entraîner des poursuites judiciaires. Une enquête sur les puddings de Noël a été menée à travers le Royaume-Uni en 1952. La plus grande variété de puddings en vente était à Plymouth, où tous les puddings étaient étiquetés de manière appropriée : 1 617 produits nationaux et 1 536 puddings importés. À Lancaster, par contre, 1 152 puddings importés ont été découverts à la vente sans étiquetage correct. Aucune poursuite n'est enregistrée. Élisabeth II a fait référence au pudding de Noël omniprésent dans son Royal Christmas Message de 1954 : this lovely day is not only a time for family reunions, for paper decorations, for roast turkey and plum pudding. (« cette belle journée n'est pas seulement l'occasion de réunions de famille, de décorations en papier, de dinde rôtie et de plum pudding. »).

## Vœux et traditions

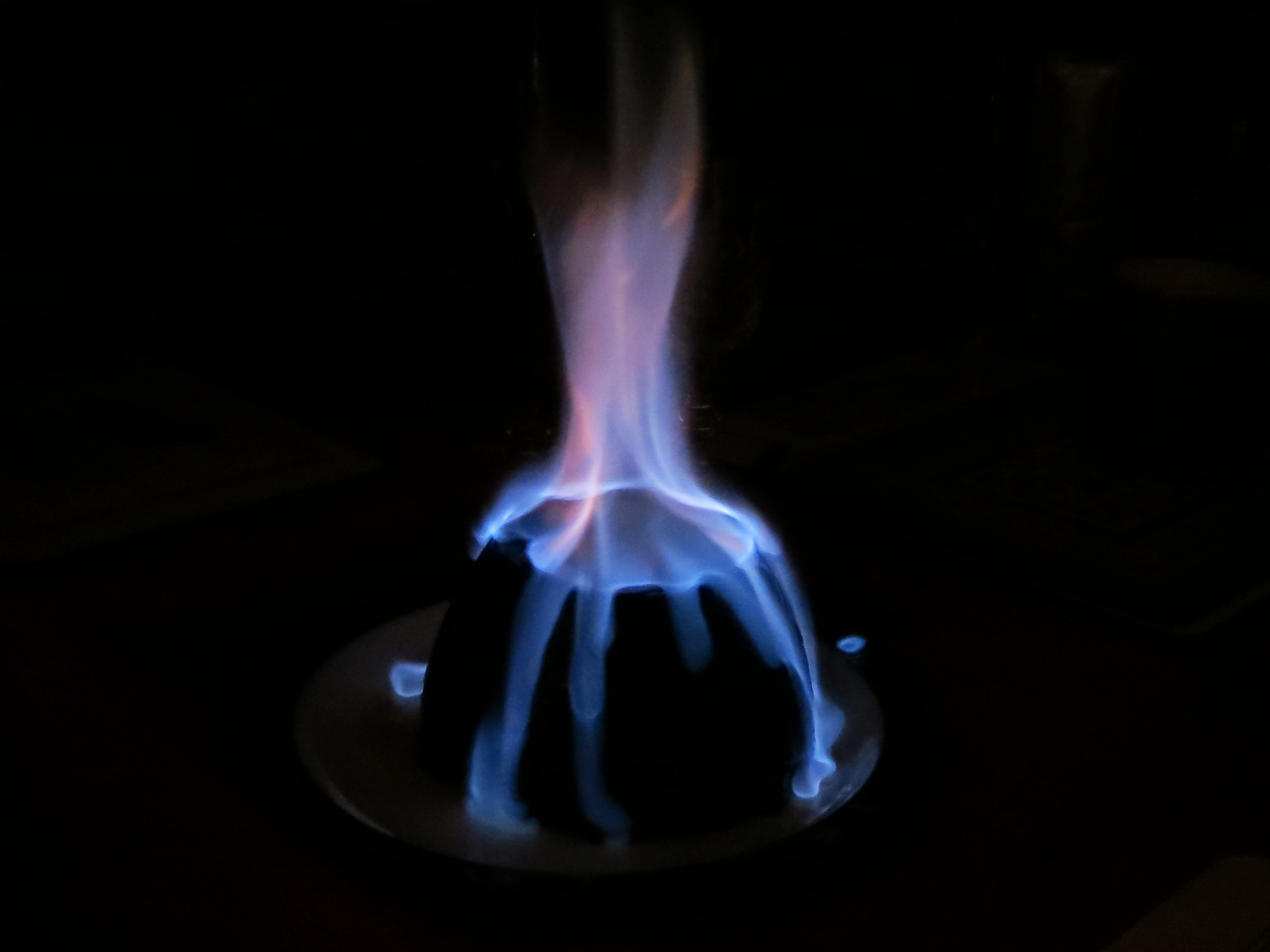
Pudding flambé

Traditionnellement, les puddings étaient préparés le week-end qui précédait l'Avent, ou immédiatement après, c'est-à-dire quatre à cinq semaines avant Noël. Traditionnellement, chaque membre de la famille, ou au moins chaque enfant, devait remuer le mélange et faire un vœu par la même occasion.
Il était pratique courante d'inclure des petites pièces de monnaie d'argent dans le mélange du pudding, qui pourraient ensuite être conservées par la personne qui les trouverait dans sa part. La pièce de monnaie était présumée apporter la richesse pour l'année à venir.
D'autres symboles pouvaient également être inclus, comme un petit os de bréchet de poulet en forme de V (réputé porte-bonheur), un dé à coudre d'argent (pour la fortune), ou une ancre (pour symboliser le retour au port en sécurité).
En 2015, la Royal Mint (en français : « Monnaie royale ») britannique a distribué 2 015 pièces de sixpence (en) spéciaux à mettre dans les puddings de Noël ce Stir-up Sunday. De nouvelles sixpences en argent à cet effet continuent d'être frappées et vendues,. La Royal Mint fournit également une recette pour faire le pudding. Le mélange des Christmas puddings préparé par les Chelsea pensioners de l'Hôpital royal de Chelsea, le Stir-up Sunday produit 75 puddings individuels pour nourrir 300 personnes. En 2021, la recette comprenait : soixante-dix œufs, 7,5 pintes de vieille ale, 14 pintes de Guinness et 2 bouteilles chacune de rhum, de porto, de xérès et de brandy,.
Dans le Boulonnais, la tradition du pudding est parfois associée à celle du chant des guénels,.

## Conservation
Les puddings ont de très bonnes propriétés de conservation.

## Divers
Le terme « plum-pudding » est aussi utilisé pour désigner le modèle atomique de Thomson. Celui-ci assimile les électrons à des charges ponctuelles négatives, des prunes, baignant dans une charge globale positive, le pudding.